# Redacted
Redacted ist ein US-amerikanisch-kanadisches Kriegsdrama aus dem Jahr 2007. Regie führte Brian De Palma, der auch das Drehbuch schrieb, dessen Handlung auf dem von einem US-amerikanischen Soldaten verübten Massaker von Mahmudiyya während des Irakkriegs beruht und dokumentarischen Charakter hat, nicht zuletzt durch diverse eingefügte Originalaufnahmen im Film.

## Handlung
Der Film zeigt einige Soldaten der im Irakkrieg eingesetzten Alpha Company: Angel Salazar, der seine Kameraden mit einer Videokamera filmt; Lawyer McCoy, Reno Flake, B.B. Rush und den Befehlshaber James Sweet. Ihre Hauptaufgabe besteht darin, einen Kontrollpunkt zu bewachen und Passanten und Fahrzeuge zu durchsuchen. Ein französisches Kamerateam begleitet als Embedded Journalists die Einheit.
Die Weltanschauung der meisten Soldaten ist von Hass, Furcht und Verachtung für die Iraker geprägt, die sie „Ali Babas“, „Hajis“, „Kamelficker“ oder „Sandnigger“ nennen. Der Wunsch, die gesamte irakische Bevölkerung auszurotten, wird geäußert. Auch innerhalb der Gruppe, in deren Quartier zwei Kriegsflaggen der Konföderierten hängen, gibt es Konflikte: Wer die Meinung der Wortführer nicht teilt, wird als „Schwuchtel“, „Verräter“ oder „Vierauge“ verunglimpft. Die Atmosphäre im Quartier ist ebenfalls von Sexbesessenheit der einsamen Männer geprägt. Nachdem eine unschuldige Schwangere mit ihrem Baby am Checkpoint erschossen worden ist – ihr Bruder hatte sie mit Wehen ins Krankenhaus fahren wollen –, verspottet der Schütze die Opfer. Hier kommt es zum ersten Mal zu einem – fast eskalierenden – Streit mit dem Soldaten McCoy. Eine Einblendung weist darauf hin, dass von den 2000 an den US-Checkpoints erschossenen Irakern lediglich 60 Rebellen gewesen seien. Nachts bringt ein Rebell einen Sprengsatz an einem Haufen Abfall an, der am nächsten Tag den Kommandanten der Einheit tötet.
Bei einer anschließenden Hausdurchsuchung werden die Journalisten Zeugen der Vorgehensweise: Die GIs treten die Türen an und brüllen die verängstigten Einwohner auf Englisch an. Bei dieser Durchsuchung nehmen die Soldaten einen Familienvater in Gewahrsam. Flake und Rush beschließen nach Alkoholkonsum, ein Mädchen zu vergewaltigen, das jeden Tag ihren Checkpoint passiert. Sie kehren zu dem durchsuchten Haus zurück. Salazar schließt sich an und filmt den Tathergang. McCoy will zunächst die Vergewaltigung verhindern, nach einer Auseinandersetzung mit Flake verlässt er jedoch das Haus, um Wache zu halten. Während Rush das Mädchen festhält, erschießt Flake die Mutter, die Schwester und den Großvater. Nach der Vergewaltigung töten sie auch das Mädchen und setzen die Leichen in Brand.
Salazar wird einige Tage später verschleppt und vor laufender Kamera als Rache für die Tat enthauptet. McCoy leidet unter Gewissensbissen, er fragt seinen Vater per Videotelefonie um Rat. Dieser beschwört seinen Sohn, seine Kameraden nicht anzuschwärzen. McCoy macht sich Vorwürfe, die Tat nicht verhindert zu haben, und meldet seine Kameraden bei seinen Vorgesetzten, woraufhin er, Flake und Rush verhört werden. Der Film endet damit, dass McCoy nach der Rückkehr in die Heimat in einer Bar als Held gefeiert wird, während er seelisch zusammenbricht. Im Abspann sieht man Fotos von „Kollateralschäden“, also getöteten irakischen Zivilisten.

## Kritiken
- Derek Elley schrieb in der Zeitschrift Variety, der im Stil eines fiktionalisierten Dokumentarfilms gedrehte Film sei „tiefempfunden“, jedoch „dramaturgisch nicht überzeugend“. Die Charaktere der Soldaten seien klischeehaft. Es gebe Ähnlichkeiten der Charaktere und der Geschichte mit dem Film Die Verdammten des Krieges. Die Darstellungen seien „etwas übertrieben“; sonst sei das technische Niveau hoch.[2]
- Filmkritiker Roger Ebert von der Chicago Sun-Times gab dem Film 3 ½ Sterne (von 4) und lobte den Film als „schockierend, erschütternd und frustrierend“.[3]
- Journalist John Pilger nannte den Film „bewundernswert“.[4]
- Das französische Filmmagazin Cahiers du cinéma wählte den Film zum besten Film des Jahres 2008.[5]

## Auszeichnungen
- 2007: Silberner Löwe – Beste Regie
- 2007: Women Film Critics Circle Award
- 2008: Amnesty International Filmfestival, Youth Jury Award
- 2008: Motion Picture Sound Editors (Nominierung)
- 2008: Golden Reel Award (Nominierung)

## Hintergründe
Redacted heißt auf Englisch bearbeitet oder auch zensiert. Der Film wurde in Jordanien gedreht. Seine Produktionskosten betrugen schätzungsweise 5 Millionen US-Dollar. Der Film hatte seine Weltpremiere am 31. August 2007 auf den Internationalen Filmfestspielen von Venedig 2007. Am 10. September 2007 wurde er auf dem Toronto International Film Festival 2007 vorgeführt. In Deutschland war der Film auf dem Filmfest München vom 20. bis 28. Juni 2008 zum ersten Mal zu sehen.

## Weiteres
Die Geschichte Appointment in Samarra wird im Film erwähnt. Diese beruht auf einer arabischen Anekdote, die die Unvermeidlichkeit des Schicksals zum Thema hat.

## Wirkung
Nach der Ermordung von zwei amerikanischen Soldaten auf dem Frankfurter Flughafen am 2. März 2011 sagte der 21-Jährige islamistische Attentäter Arid Uka im Anschluss an seine Verhaftung aus, dass er den letzten Impuls zur Tat durch die in einem Video gezeigten Brutalitäten amerikanischer Soldaten erhalten habe. Es stellte sich heraus, dass es sich um einen Ausschnitt aus Redacted gehandelt hatte, der dem Täter nicht als Fiktion ersichtlich geworden war.